# Пущин, Кирилл Панкратьевич
Кирилл Панкратьевич Пущин — (1630-е — после 1703) — стряпчий, стольник (1678) и воевода.

## Биография
Представитель дворянского рода Пущиных. Четвертый сын дворянина московского и воеводы Панкратия Константиновича Пущина (1612—1671) и Анны Михайловны Козловской. Братья — Лука, Василий, Семён, Андрей и Иван Пущины.
В конце июля 1655 года стряпчий К. П. Пущин был отправлен царем Алексеем Михайловичем с сеунчем (известием) о взятии русской армией Вильнюса. В июле 1656 года Кирилл Пущин привёз царю в крепость Друю, куда он прибыл, письмо от князя Никиты Ивановича Одоевского с известием о смерти его сына, князя Фёдора. Царь Алексей Михайлович отправил вместе с Пущиным князю Н. И. Одоевскому милостивую грамоту, в которой просил его «от зельные свея скорби и печали не сокрушаться, памятуя общее всем живущим едино восприятием смерти».
В 1658, 1660 и 1662 годах Кирилл Пущин сопровождал русские делегации на переговорах с польско-литовскими представителями в Вильнюсе, Борисове и Смоленске. В январе 1664 года стряпчий Кирилл Пущин был отправлен к польскому королю Яну Казимиру с царской грамотой, в которой было предложено провести новые русско-польские переговоры. В феврале Кирилл Пущин нашел Яна Казимира под Севском — в селе Ушине. Канцлер литовский Криштоф Пац заявил Пущину, что королевские комиссары готовы прибыть на переговоры в Белёве или Калуге. В это время в польский лагерь прибыл посол крымского хана и потребовал, чтобы крымские послы присутствовали на русско-польском мирном съезде. Криштоф Пац заявил, что когда король заключит мир с царем, то поможет примирению между Москвой и Крымом. Проводя крымского посла, Пац сказал Пущину: «Когда великие государи наши христианские склонятся к покою, то все мечи наши оборотим на этих басурман».
В июле 1668 года стряпчий Кирилл Пущин был отправлен в Смоленск для пограничного размежевания. В 1677—1678 годах он находился на воеводстве в Царицыне.
В 1678 году Кирилл Пущин был пожалован в стольники. В 1679 году был назначен «товарищем» (заместителем) воеводы в Астрахани. В 1682—1684 годах находилась на воеводстве в Самаре.
В 1687 году Кирилл Пущин «ставил сторожи» во время первого похода русской армии на Крымское ханство. 10 июля 1690 года Кирилл Пущин был приставлен угощать архиереев за царскими обеденным столом по случаю рождения и крещения царевны Феодосии Ивановны.
26 января 1694 года стольник К. П. Пущин «дневал и ночевал» у гроба царицы Натальи Кирилловны, матери Петра Великого. В 1696 году он возглавил посольство к калмыцкому хану Аюке и привел 3 тысячи калмыцких всадников под Азов в большой полк под командованием боярина Алексея Семёновича Шеина.
В 1697 году Кирилл Пущин был награждён за свои прежнюю службу в Царицыне и Самаре, а также за посольство к Аюке-хану, ему было пожаловано два кубка серебряные золоченые с «кровлями», то есть крышками, весом один — в 2 фунта, другой — в 63 золотника; кроме того, золотный атлас в 35 рублев.
В 1703 году Кирилл Пущин был еще жив и находился в отставке.
Владел вотчинами в Галицком, Тульском, Каширском, Рязанском и Данковском уездах.
Единственный сын — Кирилл Кириллович Пущин, стольник царицы Прасковьи Фёдоровны (1683—1692).